# Monte Bazarduzu
Monte bazanduzu (em azeri: Bazardüzü dağı) é o ponto mais alto do Azerbaijão. Fica na fronteira Azerbaijão-Rússia, na cordilheira do Cáucaso e tem 4485 m de altitude. O ponto mais meridional da Rússia fica a cerca de 7 km a sudoeste do pico desta montanha.